# Neopithecops sumbanus
Neopithecops sumbanus är en fjärilsart som beskrevs av John Nevill Eliot och Kawazoé 1983. Neopithecops sumbanus ingår i släktet Neopithecops och familjen juvelvingar. Inga underarter finns listade i Catalogue of Life.